# Пугачёво (Крым)
Пугачёво (до 1948 года Александровка 4-я; укр. Пугачове) — исчезнувшее селение в Красногвардейском районе Республики Крым. Находилось на северо-западе района, примерно в 2,5 километрах восточнее современного села Краснодарка.

## История
Первое документальное упоминание селения встречается в Списке населённых пунктов Крымской АССР по Всесоюзной переписи 17 декабря 1926 года, согласно которому в селе Александровка 4-я, Александровского сельсовета (в котором село состоит всю дальнейшую историю) Джанкойского района, числилось 3 двора, все крестьянские, население составляло 18 человек. В национальном отношении учтено: 12 немцев и 6 чехов. Постановлением Президиума КрымЦИКа «Об образовании новой административной территориальной сети Крымской АССР» от 26 января 1935 года был создан немецкий национальный (лишённый статуса национального постановлением Оргбюро ЦК КПСС от 20 февраля 1939 года) Тельманский район (с 14 декабря 1944 года — Красногвардейский) и Александровку включили в его состав. Вскоре после начала Великой Отечественной войны, 18 августа 1941 года крымские немцы были выселены, сначала в Ставропольский край, а затем в Сибирь и северный Казахстан.
После освобождения Крыма от нацистов в апреле, 12 августа 1944 года было принято постановление № ГОКО-6372с «О переселении колхозников в районы Крыма» и в сентябре 1944 года в район приехали первые новоселы (57 семей) из Винницкой и Киевской областей, а в начале 1950-х годов последовала вторая волна переселенцев из различных областей Украины. С 25 июня 1946 года Александровка 4-я в составе Крымской области РСФСР. Указом Президиума Верховного Совета РСФСР от 18 мая 1948 года, Александровку 4-ю переименовали в Пугачёво. 26 апреля 1954 года Крымская область была передана из состава РСФСР в состав УССР. Упразднено к 1968 году (согласно справочнику «Крымская область. Административно-территориальное деление на 1 января 1968 года» — в период с 1954 по 1968 годы).